# حسین غفاری
حسین غفاری (متولد ۱۳۳۴) فیلسوف و مترجم ایرانی، استاد گروه فلسفهٔ دانشگاه تهران و مدیر انتشارات حکمت است. او مدتی عضو شورای سرپرستی صدا و سیمای ایران بود و مدتی نیز سردبیری نشریهٔ فلسفه را بر عهده داشت.

غفاری دورهٔ کارشناسی ارشد و دکتری فلسفه را به ترتیب در سال‌های ۱۳۶۴ و ۱۳۷۴ در دانشگاه تهران گذراند. او در زمینهٔ فلسفه از شاگردان مرتضی مطهری بوده و دروس حوزوی غیرفلسفی را نیز نزد بعضی علمای دینی تهران و قم همچون سید محمدمهدی بجنوردی و سید علی محقق داماد فراگرفته‌است.

### تألیف
- تشیع دین کامل و کمال دین، تهران: انتشارات حکمت، ۱۳۸۵.
- نقد و نظری بر بنیادگرایی دینی، تهران: انتشارات حکمت، ۱۳۹۵.
- حتی مطلع الفجر: تبیین جایگاه وجود شناختی لیلة القدر، تهران: انتشارات حکمت، ۱۳۹۵.
- معجزهٔ عاشورا، تهران: انتشارات حکمت، ۱۳۹۲.
- بررسی انتقادی و تطبیقی فلسفهٔ نظری کانت: بررسی مبادی فلسفهٔ نقادی و بحثی در ماهیت و امکان قضایای ترکیبی پیشینی، تهران: انتشارات حکمت، ۱۳۸۶.
- جدال با مدعی: مباحثاتی پیرامون عقلانیت و فلسفه و عرفان و رابطهٔ آن‌ها با قرآن کریم و بیانات معصومین علیهم‌السلام، تهران: انتشارات حکمت.
- فلسفهٔ عرفانی شیعه‌، تهران: انتشارات حکمت، ۱۳۸۳.
- فلسفهٔ عرفان شیعی، مقدمهٔ کتاب آیت‌الحق‌، تهران: انتشارات حکمت، ۱۳۸۳.
- پاسخ به پرسش‌های مکتبی، تهران: انتشارات حکمت، ۱۳۶۰.

### ترجمه
- بورک، رابرت، در سراشیبی به سوی گومورا: لیبرالیسم مدرن و افول آمریکا، ترجمهٔ حسین غفاری و الهه هاشمی حایری، تهران: انتشارات حکمت، ۱۳۸۳.
- شرح عرفانی دیوان حافظ، جلد اول، ترجمه، تهران: انتشارات حکمت، ۱۳۸۰.
- ارزیابی انتقادی فلسفه کانت، بخش حسیات، جلد اول، ترجمه، تهران: انتشارات حکمت، ۱۳۸۰.
- نقد و نظریهٔ «شریعت صامت»، ترجمه، تهران: انتشارات حکمت، ۱۳۶۶.